# Nagata Mikihiko
Pour les articles homonymes, voir Nagata (homonymie).
Nagata Mikihiko (長田 幹彦) (13 mai 1887 - 5 mai 1964), est un dramaturge et poète japonais actif durant l'ère Shōwa. il est aussi scénariste.

## Biographie
Né à Tokyo et diplômé de l'Université Waseda, Nagata est le frère de l'écrivain Nagata Hideo. sous l'influence de celui-ci et de ses associés Hakushū Kitahara et Isamu Yoshii, il décide de se consacrer à la poésie et à la littérature, puis plus tard à l'écriture de scénarios pour le cinéma.
Il est surtout connu pour son récit de semi fiction sur le séisme de 1923 de Kantō, Daichi wa furu (« La terre tremble », 1923) et pour de nombreux écrits sur le district Gion de Kyoto.
Il meurt de pneumonie en 1964. Sa tombe se trouve au cimetière de Kanei-ji à Ueno, Tokyo.

## Référence
- (en) Cet article est partiellement ou en totalité issu de l’article de Wikipédia en anglais intitulé « Nagata Mikihiko » (voir la liste des auteurs).